# Пірникоза мала
Пірни́коза мала́, або норе́ць мали́й (Podiceps ruficollis) — водоплавний птах родини пірникозових, поширена у Старому Світі. Найдрібніша пірникоза у Палеарктиці.

## Опис

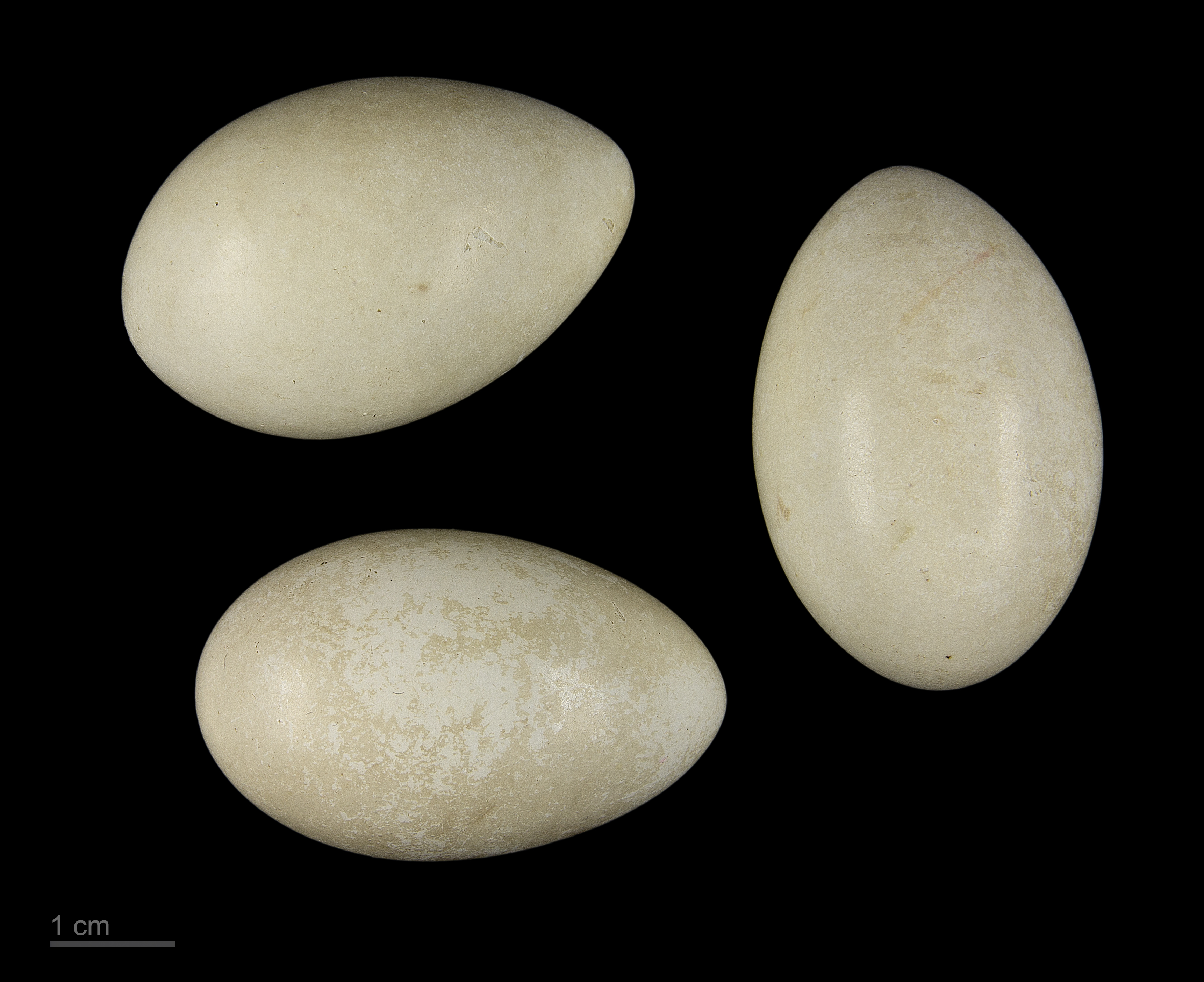
Яйце Tachybaptus ruficollis, Тулузький музей

Дрібна пірникоза, розміром помітно менша за чирянку. Маса тіла 120—300 г, довжина тіла від 25 до 29 см, розмах крил 40—45 см. У дорослого птаха в шлюбному вбранні верх голови, задня частина шиї, верх тулуба і воло чорно-бурі або чорні; щоки, покривні пера вух, а також шия спереду і по боках каштаново-руді; гола шкіра біля основи дзьоба жовта; боки тулуба чорно-бурі; груди та черево білі, з чорними перами; махові пера бурі; дзьоб чорний, на кінці світлий; ноги сірувато-зелені; райдужна оболонка ока червонувато-коричнева; у позашлюбному вбранні голова зверху, шия ззаду і верх тулуба оливково-бурі; горло біле; шия з боків і спереду, а також воло і боки тулуба світло-бурі; низ тулуба білий; гола шкіра біля основи дзьоба сірувато-оливкова; дзьоб темно-бурий. Молодий птах подібний до дорослого у позашлюбному вбранні, але щоки білі, окреслені зверху і знизу чорним.
Голос — гучна флейтова трель.

## Поширення
В Україні гніздовий, перелітний, зимуючий вид. Гніздиться на усій території країни, крім гір; мігрує скрізь; регулярно зимує в окремих районах півдня та на Закарпатті, на водоймах решти території трапляється взимку лише інколи.

## Класифікація
Залежно від розміру та забарвлення поділяють 9 підвидів цієї пірникози:
- T. r. ruficollis — Європа, включаючи європейську частину Росії, Північна Африка.
- T. r. iraquensis — Південно-східний Ірак, Південно-західний Іран.
- T. r. capensis — Африка на південь від Сахари, Мадагаскар, Шрі-Ланка, Індостан на сході до М'янми.
- T. r. poggei
- T. r. philippensis
- T. r. cotobato
- T. r. tricolor
- T. r. volcanorum
- T. r. collaris

## Спосіб життя

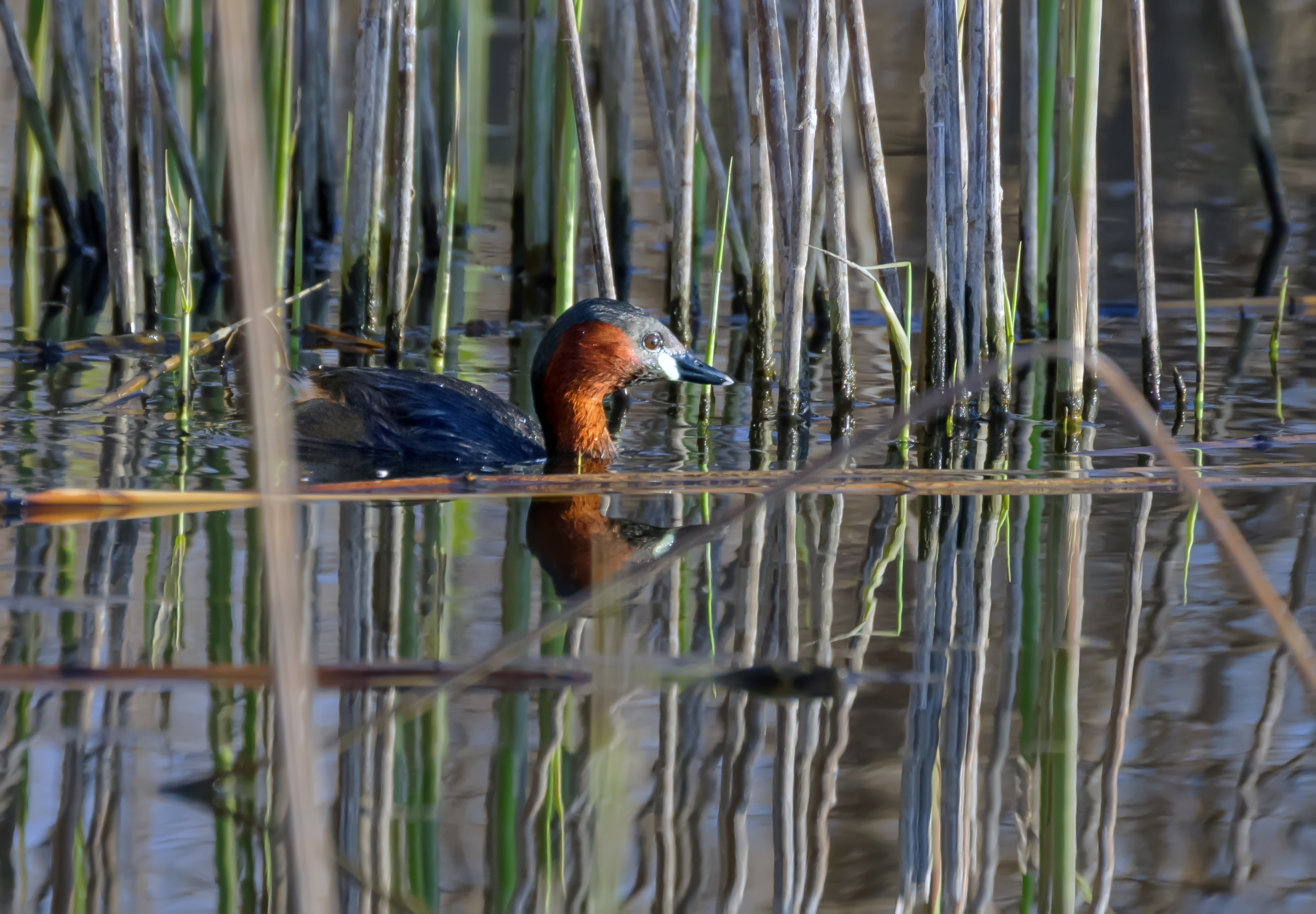
Пірникоза мала

Оселяється на невеликих зарослих озерах і старицях, у дельтах річок. На більшій частині ареалу є осілою за наявності водойм, які взимку не замерзають. Активна переважно вночі. Злітає дуже неохоче, але політ легкий і швидкий.

### Живлення
Живиться водяними безхребетними, рідше дрібною рибою та пуголовками.